# Новосёлки (городской округ Кашира)
Новосёлки — поселок в городском округе Кашира Московской области.

## География
Находится в южной части Московской области на расстоянии приблизительно 6 км на восток-юго-восток по прямой от железнодорожной станции Кашира.

## История
Известен с 1785 года. Альтернативное название Слободка. До 2015 года был административным центром сельского поселения Знаменского Каширского района.

## Население
Постоянное население составляло 1453 человека в 2002 году (русские 95 %), 1470 в 2010.